# 白羊镇 (万州区)
白羊镇，是中华人民共和国重庆市万州区下辖的一个乡镇级行政单位。

## 行政区划
白羊镇下辖以下地区：
白羊社区、魏家场社区、鱼泉社区、双石社区、石龙社区、白燕村、大悟村、三元村、太和村、惠民村、友谊村、大石村、清潭村、长石村、大弯村、公平村和紫金村。